# Banana Culture
Banana Culture (tiếng Hàn: 바나나 컬쳐; Romaja: banana keolchyeo, còn được viết cách điệu thành BANANA Culture) hay từng được biết tới với tên gọi Yedang Entertainment (tiếng Hàn: 예당 엔터테인먼트; Romaja: Yedang Enteoteinmeonteu) là một công ty giải trí ở Hàn Quốc chuyên sản xuất các sản phẩm âm nhạc và phim ảnh, thành lập vào năm 1992.

## Lịch sử
- Kế hoạch Yedang được đề ra vào năm 1982.
- Ngày 28 tháng 10 năm 1992, thành lập công ty Yedang Âm Hưởng (tiếng Hàn: 예당음향; Romaja: Yedang Eumhyang)
- Ngày 24 tháng 5 năm 2000, đổi tên thành Yedang Entertainment (tiếng Hàn: 예당엔터테인먼트; Romaja: Yedang Enteote-inmeonteu)
- Ngày 27 tháng 9 năm 2000, trở thành công ty liên doanh, quản lý các doanh nghiệp nhỏ lẻ.
- Ngày 3 tháng 1 năm 2001, tham gia KOSDAQ.
- Prong năm 2001, mở rộng kinh doanh sang lĩnh vực giải trí.
- Ngày 31 tháng 1 năm 2002, công ty con ở Mỹ là Yedang Entertainment USA Inc. được thành lập.
- Năm 2003, mở cổng thông tin giải trí trực tuyến và mở rộng kinh doanh sang lĩnh vực game.
- Năm 2005, bắt đầu khai thác các kênh truyền hình vệ tinh DMB
- Năm 2006, bắt đầu sản xuất phim ảnh.
- Ngày 18 tháng 7 năm 2007, sáp nhập với Yedang Media (tiếng Hàn: 예당미디어; Romaja: Yedang Midi-eo), ETN TV (tiếng Hàn: 이티엔티브이; Romaja: Iti-en Tibeu-i), Yedang ANC (tiếng Hàn: 예당에이엔씨; Romaja: Yedang E-i-enssi).
- Ngày 1 tháng 4 năm 2010, đổi tên thành Yedang Company (tiếng Hàn: 예당컴퍼니; Romaja: Yedang Keompeoni).
- Ngày 10 tháng 9 năm 2013, được Wellmade StarM mua lại, hủy bỏ niêm yết.
- Năm 2014, sáp nhập với Wellmade StarM(tiếng Hàn: 웰메이드 스타엠; Romaja: Welme-ideu Seuta-em), đổi tên thành Wellmade Yedang (tiếng Hàn: 웰메이드 예당; Romaja: Welme-ideu Yedang).
- Đầu năm 2016, tách khỏi Wellmade Yedang, không lâu sau ký hợp đồng hợp tác với BANANA PROJECT và đổi tên thành BANANA Culture như hiện nay[1][2].

## Các nghệ sĩ hiện tại

### Nhóm nhạc
- Rare Potato (2015 - nay)
- Seo Dong Hyun
- Lim Young Hoon
- Choi Young Soo
- TREI (2017 - nay) 
  - Lee Jae-Jun
  - Chae Chang-hyun
  - Kim Jun-tae

### Ca sĩ solo
- Sung Eun
- Shin Ji-soo
- Vưu Trưởng Tĩnh (hoạt động tại Trung Quốc)
- Phó Tinh (hoạt động tại Trung Quốc)

### Diễn viên
- Ha seung-lee

### Diễn viên / Ca sĩ
- Lâm Ngạn Tuấn (hoạt động tại Trung Quốc)
- Lee Jung-hyun

### Thực tập sinh
- Kim Da-hye (thí sinh Produce 48),rank 75 và bị loại ở tập 5.
- Kim Na-young(cựu thực tập sinh,đã chuyển sang CUBE Entertainment,debut với nhóm nhạc Lightsum)(thí sinh Produce 48),rank 21 và bị loại ở tập 11.

## Các nghệ sĩ cũ
- C-CLOWN (2012 - 2015)
- Welldone Potato (2015 - 2016)
- Hani - EXID
- Junghwa - EXID
- Hyelin - EXID
- LE - EXID
- Solji - EXID